# Capilla de Sourp Haroutiun
La Capilla de Sourp Haroutiun (en armenio: Սուրբ Յարութիւն) es una capilla apostólica armenia en Ayios Dhometios, en Nicosia, Chipre.
La capilla se encuentra en el segundo cementerio armenio en el oeste de Ayios Dhometios, en Nicosia y fue construida en 1938 por el rico empresario Haroutiun Bohdjalian, que más tarde fue enterrado en este cementerio. 
El cementerio ha sido utilizado como un lugar de sepultura desde 1931. En 1963 se trasladaron aquí los restos de cerca de 100 personas enterradas en el antiguo cementerio armenio cerca del Palacio de Ledra y enterrados en una fosa común. En 1974, tras la invasión turca, cayó dentro de la zona de amortiguación de las Naciones Unidas y muy cerca de la línea de alto el fuego.